# Данијел Теклехајманот
Данијел Теклехајманот (енгл. Daniel Teklehaimanot; 10. новембар 1988.) еритрејски је професионални бициклиста од 2008. године, који је последње у каријери возио за Кофидис 2018.

## Јуниорска каријера
Теклехајманот је 2007. године остварио своју прву победу у јуниорској конкуренцији, а 2006. је завршио на трећем месту на трећој етапи Ђиро Еритреје и на другом месту на четвртој етапи. 2007. му је пошло за руком да освоји шесту етапу, након што је завршио на другом месту на другој етапи.

## Професионална каријера

### Почетак каријере
Професионалну каријеру почео је 2008. године у тиму Аморе Вита и прве године је освојио национално првенство у друмској вожњи, док је на Афричком првенству у друмској вожњи освојио осмо место, а у вожњи на хронометар пето.
2009. године је завршио други на Ђиру Еритреје, уз освојене две етапе. 2009. године, дијагностикована му је тахикардија, због чега је морао на операцију. Након успешне операције, завршио је шести на Тур Авенир трци. 2010. године је возио за Сервело тест тим и освојио је првенство Африке и у друмској и у вожњи на хронометар, а затим је освојио Тур Руанде.
2011. је освојио етапу на Туру Габона и трку Квит, а затим и национално првенство у вожњи на хронометар, које је освојио и 2012. године, када је прешао у новоформирани аустралијски тим Грин Еџ. Теклехајманот је те сезоне завршио на 15 месту на председничкој трци Турске и представљао је Еритреју на Олимпијским играма у Лондону и друмску трку је завршио на 73 месту. Након олимпијских игара, Теклехајманот је возио Вуелта а Еспању и тако постао први Еритрејац на Вуелти. 2013. године је освојио првенство Африке у вожњи на хронометар трећу годину заредом.
2014. прешао је у афрички тим МТН Кубека. Прве године је завршио на 11 месту Тур Луксембурга и возио је опет Вуелту, али није ниједну етапу завршио испод 30 места.

### 2015
2015. освојио је првенство Африке у екипном хронометру и национално првенство у друмској вожњи. На Критеријуму Дофине, Теклехајманот је освојио брдску класификацију, што је била прва освојена мајица на највећим тркама за Кубека тим у њиховој историји. Теклехајманот је након Дофинеа возио Тур де Франс по први пут и тако је постао први црни афрички возач на Туру. Пролог на првој, стартовао је први и завршио га на 146 месту, од 198 возача. Након бега на шестој етапи, Теклехајманот је узео тачкасту мајицу, чиме је такође постао и црни афрички возач који је обукао тачкасту мајицу. Мајицу је изгубио након два дана, а Тур је завршио на 49 месту, а најбољи резултат било му је седмо место на етапи 16.

### 2016
2016. освојио је треће место на првенству Африке у вожњи на хронометар. На Критеријуму Дофине, освојио је брдску класификацију другу годину заредом, а у јуну је освојио национално првенство и у друмској и у вожњи на хронометар. На Тур де Франсу, није имао успеха као 2015. када је носио тачкасту мајицу. Завршио је Тур на 85 месту. 27. јула, изабран је да представља Еритреју на Летњим олимпијским играма у Рио де Женеиру, где је возио друмску трку и завршио је на 43 месту, 19 минута иза победника Грега Ван Авермета.